# Drino varipennis
Drino varipennis là một loài ruồi trong họ Tachinidae.